# Martin Zwicker
Martin Zwicker, född den 27 februari 1987 i Köthen, är en tysk landhockeyspelare.

## Karriär
Martin Zwicker ingick i det tyska landhockeylaget som tog brons vid OS 2016 och silver vid OS 2024.